# Microporella mayensis
Microporella mayensis är en mossdjursart som beskrevs av Winston 1984. Microporella mayensis ingår i släktet Microporella och familjen Microporellidae. Inga underarter finns listade i Catalogue of Life.